# Nigali
Nigali (en népalais : निगाली) est un comité de développement villageois du Népal situé dans le district de Kailali. Au recensement de 2011, il comptait 6 027 habitants.